# جاستین پارکر
جاستین پارکر (انگلیسی: Justin Parker) تهیه‌کننده موسیقی، ترانه‌نویس اهل بریتانیا است. وی از سال ۲۰۱۰ میلادی تاکنون مشغول فعالیت بوده‌است. او به‌خاطر همکاری با هنرمندانی همچون لانا دل ری، بت فور لشز و بنکس شناخته شده‌است.
وی همچنین برندهٔ جوایزی همچون جوایز آیور نوولو شده‌است.